# 原口祐之
原口 祐之（はらぐちすけゆき、1823年2月3日（文政6年） - 1896年（明治29年）1月11日）は、日本の武士・薩摩藩士、内務官僚。位階は一等属上等給八等出仕。

## 生い立ち
薩摩藩士・原口甚五左衛門の長男として生まれる。原口家は藩の作事奉行の家柄であったが、土木の才をさらに磨き、廃藩置県ののち明治新政府に出仕する。
維新政府では、大蔵省（土木寮）の権中録（十一等出仕相当）にあげられ、東京府参事であった三島通庸と協力し、銀座煉瓦街の建設に携わった。
このことから土木の才を三島通庸にかわれ、酒田県令として赴任する三島通庸に同行することとなる。
三島通庸といえば、土木県令・鬼県令と揶揄されるが、土木の部分を祐之が実務面で支えていたことは、山形県史や三島通庸文書などに記録が残っている。
この後、山形県、福島県、那須野ケ原開拓、内務省と、三島通庸が赴任する先には必ず祐之の名前があり、土木部門の実務責任者となっている。
明治21年（1888年）10月23日三島通庸が警視総監在任のまま死去すると、葬儀や一周忌を取り仕切り通庸の霊を慰めた。
祐之の官僚としての記録は、明治22年（1889年）内務省警視庁会計局に籍を置いていた記録がある。局長の次席であり八等出仕、一等属上等給になっている。
これ以降、官員録に記載がない事から、一線を退き隠棲したと見られる。

## 大蔵省
土木寮の権中録として銀座煉瓦街建設に携わる。
東京府との共同事業であった。財源や主導権を巡って大蔵省と対立があったことが東京都の資料に残っているが、実務面での協力関係がなければ後の通庸と祐之のコンビは成り立たない。
実際、予算不足や工期の遅れなど紆余曲折はあったが煉瓦街は完成し、列強から訪れる外国人に日本の技術力を示すこととなっている。
祐之がこの後指揮・建設していく建物は、擬洋風建築という木造建築の流派を作ることになるが、銀座煉瓦街での経験が大きな糧になっている。
大火に強い町つくり・国の威信を示す西洋風建築物。外国人技師から新建築技術を吸収することで実現される時代の変化を体感したのである。

## 工部省製作寮
銀座煉瓦街の建設主体が大蔵省から工部省に移管されたため、明治7年（1874年）転出した。
丁度この頃擬洋風建築の第一号である工部省庁舎が完成間近で、祐之も建設に携わり技術を吸収することとなる。
このときの工部卿は、伊藤博文である。

## 海軍省
明治9年（1876年）12月海軍省中録に転出、祐之の長男原口祐秋（はらぐちすけあき）の伝記によると、時期が定かでない建築物に「竹橋の兵営」の記載がある。軍関係に籍を置いているのはこの時期だけであり、祐之の他の建造物の建築年表から勘案すると、この時期に建築されたものと推測される。

## 酒田・山形
酒田県は明治8年（1875年）8月に鶴岡県になり、翌年には山形県・置賜県と合併して山形県となった。祐之は新たに鶴岡・山形県の土木課四等属（十等出仕）に配せられる。県令である三島通庸の山形における政策の中心は、道路・橋梁整備と公共施設の建築であった。江戸時代までの山形地域は、日本海と最上川を経由する舟運により、江戸よりも大坂と強く結びついていた。しかし明治時代に陸運が重視されると、陸路による東京までの交通整備が進められた。
明治13年（1880年）に米沢、福島間に萬世大路（万世大路）こと栗子街道を、明治15年（1882年）には山形、仙台間に関山街道を完成させた。この両道は、馬車が通行可能な規格で作られた。こうして山形県の産物が陸路で福島や仙台に出て、ついで奥州街道や鉄道による東京への輸送路が確立した結果、県経済は活況を呈した。三島の命を受けた祐之は、他にも隣県に通じる車馬通行可能な道路をいくつも建設した。栗子山隧道（後の栗子トンネル）、関山隧道（関山トンネル）等のトンネル工事、多数の橋梁工事が行われた。また、羽州街道の須川に石造の常盤橋を作った。これらの道はのちに国道13号、国道48号となり、トンネルや橋梁の代替わりやバイパス化を経ながらも、明治以降の物流の変化によく対応し利用されることになる。
建築では、県庁・病院・学校などを当時としては大きな規模で多数作った。
銀座煉瓦街で国家規模の建築を指導した祐之の経験が発揮され、当時世界でも最新のトラス工法や日本古来の伝統技法である五重の塔建築技術を融合させた工法で建設された。
現存するものに旧済生館病院本館（重要文化財）・旧東村山郡役所・旧東田川郡役所、現存しないものでは山形県庁舎、鶴岡の朝暘学校などがある。これらは擬洋風建築で建てられたが、作業に従事した棟梁たちがその後も形式を踏襲したため、東北地方には多数の擬洋風建築が存在することとなった。洋画家高橋由一は、これらの建築物や都市の景観を描いている。
また、三島通庸のお抱えの写真家でもある菊地新学により建築物・橋梁の写真が残されている。

## 福島
明治15年（1882年）、福島県に県令として着任した三島に続き、祐之も移籍する。
越後街道、会津街道、山形街道の3つの街道（会津三方道路）の建設にたずさわり、福島市につながる信夫橋は13連のアーチを誇り、国内随一の美しい橋として錦絵ともなった。
信夫橋に使われた親柱が現在も地元の幼稚園の園庭に残っている。

## 那須野ヶ原の開墾
栃木県那須野ヶ原の肇耕社（ちょうこうしゃ）（後の三島農場）の開設に参画し、まだ幼い彌太郎社長の後見となり・現地駐在担当者として手腕を発揮する。現在の三島小学校正門付近に居を構え、都城の母智丘神社（もちおじんじゃ）を赤田山に分社建立、赤田山人造湖造成（鯉養殖のため）、那須疏水管理渉外担当者、茁長牛社（さっちょうぎゅうしゃ）担当などをつとめる。

## 明治天皇 東北巡幸
明治14年（1879年）8月6日、肇耕社は明治天皇の使者として左大臣有栖川宮熾仁親王と参議大隈重信の行幸の栄を賜っている。祐之、通庸は酒肴料として25円の下賜を受けている。

## 通庸の死
明治22年（1888年）夏、警視総監在任中の三島が病に倒れた。祐之は同年10月23日まで毎日通庸の病床を見舞う。
このくだりは三島通庸文書・三島彌太郎文書に記載があり、入院から死の当日までの見舞い客、葬儀・1周忌の参列者の中に祐之の名が常にあり、一周忌にいたっては遺族側の世話役筆頭に名がある。

## 祐之の死
明治29年（1896年）1月11日祐之死去。享年72。
通庸と同じ青山墓地に埋葬された。

## 家族・一族
長男原口祐秋（はらぐちすけあき）は東京大学医学部（東京医学校）、後に第一高等中学校医学部を経て医師となる。医師登録5230号。京橋区采女町（うねめまち)の浦島病院副院長を17年務め、大正13年（1924年）下谷区谷中坂下二十七にて金時堂医院を開業。
大正12年（1923年）関東大震災後は、父祐之の縁で警視庁の衛生課に協力、恩賜財団済世会にて復興医療に心血を注ぐ。警視庁衛生課、済世会伝通院病院、四谷区済世会四谷診療所・済世会巡回病院病院長を歴任。大正15年12月11日昭和の声を聞く直前この世を去った。
祐秋は妻美つとの間に長男原口祐生（はらぐちすけお）と3女をもうける。
祐生は慶応在学中に代用ガソリンを発明。財を築く。長じて妻貞（てい）と3男4女の一家をなしたが、大陸に渡り事業に失敗、帰国後には友人の保証人になって借金を背負ってしまう。
このことからか、一日中酒を飲み酔いが抜けない日々を送ることになる。
しかし、親交のあった南旺映画の製作部長八田尚之が、詩吟の才と風貌を評価し俳優として起用、女優高峰秀子が主演した秀子の応援団長、秀子の車掌、その他に空想部落、三太のラッパに出演している。
この他にも「おとうさん」という本人をモチーフにした作品が製作されたのだが、当時の製作許可の申請書類が残るのみで、フィルムは見付かっていない。
芸名を未鮫洲（いまださめず）とつけたのは八田のようである。「東京の鮫洲在住と、いつまでも酒から醒めないところからそうつけた。」とある。昭和32年（1957年）11月14日祐生没。享年64。
祐生の長男原口祐範（はらぐちすけのり）は、祐之と同じく一級建築士となり建設会社にて専務までなった。平成22年（2010年）1月没。享年76。
三男原口孝（はらぐちたかし）はダック引越センター創業者である。